# Sc Heerenveen
Sportclub Heerenveen (skracane do sc Heerenveen, fryz. Sportklub It Hearrenfean, sk Hearrenfean) – holenderski klub piłkarski z siedzibą w mieście Heerenveen we Fryzji, założony 20 lipca 1920 roku, w ostatnich latach jeden z czołowych zespołów Eredivisie. Największym sukcesem klubu było wicemistrzostwo kraju w sezonie 1999/2000 i zakwalifikowanie się do fazy grupowej Ligi Mistrzów w sezonie 2000/2001. W kolejnych sezonach (oprócz 2003/2004) zespół regularnie występował w Pucharze UEFA. W 2005 roku przeszedł fazę grupową tych rozgrywek.  W sezonie 2008/2009 zajął piąte miejsce w tabeli Eredivisie oraz zdobył Puchar Krajowy.
Klub sc Heerenveen silnie reprezentuje regionalną tradycję i odrębność narodową Fryzji, a barwy, herb i flagi klubowe, odwołują się do symboli fryzyjskich.

## Sukcesy
- Wicemistrzostwo Holandii (1)

1999/2000
- Puchar Holandii (1)

zdobywca: 2008/2009
finał: 1992/1993, 1996/1997

## Obecny skład
Stan na 18 września 2022
| Nr | Poz. | Piłkarz                 |
| -- | ---- | ----------------------- |
| 1  | BR   | Xavier Mous             |
| 3  | OB   | Joost van Aken          |
| 4  | OB   | Sven van Beek (kapitan) |
| 5  | OB   | Paweł Bochniewicz       |
| 6  | OB   | Syb van Ottele          |
| 7  | PO   | Mats Köhlert            |
| 8  | NA   | Alex Timossi Andersson  |
| 9  | NA   | Amin Sarr               |
| 10 | PO   | Tibor Halilović         |
| 13 | OB   | Rami Kaib               |
| 15 | OB   | Hussein Ali             |

| Nr | Poz. | Piłkarz                                              |
| -- | ---- | ---------------------------------------------------- |
| 17 | NA   | Sydney van Hooijdonk (wypożyczony z Bologna FC 1909) |
| 19 | PO   | Simon Olsson                                         |
| 21 | PO   | Djenahro Nunumete                                    |
| 22 | PO   | Rami Al Hajj                                         |
| 23 | BR   | Jan Bekkema                                          |
| 26 | PO   | Anas Tahiri                                          |
| 27 | OB   | Milan van Ewijk                                      |
| 29 | NA   | Antoine Colassin (wypożyczony z RSC Anderlecht)      |
| 33 | PO   | Thom Haye                                            |
| 34 | OB   | Timo Zaal                                            |
| 44 | BR   | Andries Noppert                                      |

### Piłkarze na wypożyczeniu
| Nr | Poz. | Piłkarz                                            |
| -- | ---- | -------------------------------------------------- |
|    | OB   | Joaquín Fernández (w CA Atenas do 31 grudnia 2022) |

## Trenerzy klubu od 1954 roku

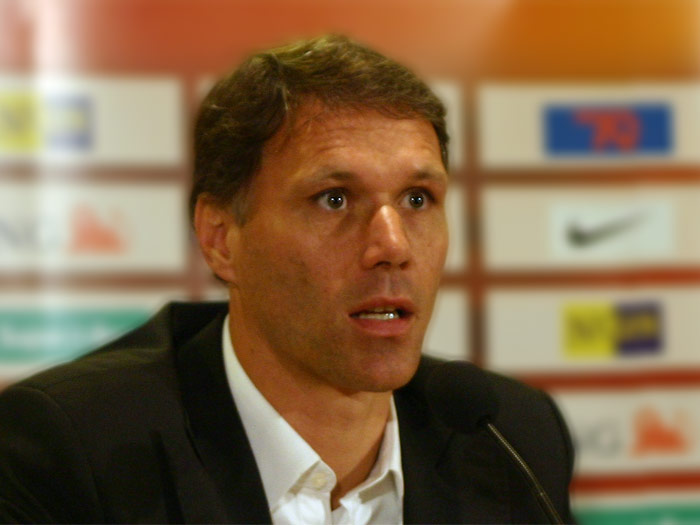
Marco van Basten - trener Heerenveen w latach 2012-2014

- Bob Kelly (1954–55)
- Volgert Ris (1955–58)
- Siem Plooijer (1958–61)
- Arie de Vroet (1961–63)
- Evert Mur (1963–65)
- Laszlo Zalai (1965–66)
- Ron Groenewoud (1966–67)
- Evert Teunissen (1967–69)
- Bas Paauwe Jr. (1969–71)
- Meg de Jongh (1971–73)
- Laszlo Zalai (1973–78)
- Jan Teunissen (1978–80)
- Hylke Kerkstra (1980)
- Henk van Brussel (1980–85)
- Foppe de Haan (1985–88)
- Ted Immers (1988–89)
- Ab Gritter (1989–90)
- Fritz Korbach (1990–93)
- Foppe de Haan (1993–04)
- Gertjan Verbeek (2004–08)
- Trond Sollied (2008–09)
- Jan de Jonge (2009–10)
- Jan Everse (2010)
- Ron Jans (2010–2012)
- Marco van Basten (2012–2014)
- Dwight Lodeweges (2014–2015)
- Foppe de Haan (2015–2016)
- Jurgen Streppel (2016–2018)
- Jan Olde Riekerink (2018–2019)
- Johnny Jansen (2019-2024)
- Robin van Persie (od 2024)